# Байдово
Байдово — посёлок в Курагинском районе Красноярского края. Входит в состав Марининского сельсовета.

## История
В 1968 г. указом президиума ВС РСФСР поселок при ферме № 1 Курагинского совхоза переименован в Байдово.

## Население
| 2010 |
| ---- |
| 431  |